# Gedanken und Erinnerungen
Gedanken und Erinnerungen heißt die Autobiografie Otto von Bismarcks. Er verfasste sie nach seiner Entlassung aus dem Amt des Reichskanzlers im März 1890 unter Mitwirkung seines langjährigen Mitarbeiters Lothar Bucher. Die ersten beiden Bände wurden 1898 nach Bismarcks Tod am 30. Juli veröffentlicht und erwiesen sich als Bestseller. Der dritte Band wurde 1919/1921 gegen den Widerstand der Familie Bismarck publiziert.

## Entstehung
Der Anstoß zum Schreiben der Memoiren kam von Bismarcks Arzt Ernst Schweninger, der darin die richtige Beschäftigung für den Exkanzler sah und ihm gegenüber argumentierte, das deutsche Volk habe ein Recht zu erfahren, wie es wirklich gewesen sei. Insgesamt 43 Verleger erklärten sich bereit, das Werk zu publizieren, den Zuschlag erhielt schließlich die angesehene Cotta’sche Verlagsbuchhandlung mit einem Angebot von 100.000 Mark pro Band.
Von Oktober 1890 bis Dezember 1891 erzählte Bismarck in loser Folge aus seiner Vergangenheit, während Bucher stenografierte. Die Masse dieser Aufzeichnungen brachte Bucher noch bis Mai 1892 unter Hinzufügung von Briefen und anderen Dokumenten in eine chronologische Ordnung. Er starb am 12. Oktober 1892.
Schon im Oktober 1893 lagen die Druckfahnen vor. Doch Bismarck, dem es vor allem um die Rechtfertigung seiner Politik ging, korrigierte mit seinem Arzt und Sekretär Rudolf Chrysander noch bis 1897 an den Fahnen. Er ließ den Inhalt von seinem Anwalt überprüfen, da er befürchtete, die Veröffentlichung könne als staatsgefährdender Akt angesehen werden. Bis zu seinem Tod am 30. Juli 1898 konnte Bismarck sich nicht zu einer Veröffentlichung entschließen.
Sein Sohn Herbert von Bismarck betraute nun den Historiker Horst Kohl mit der Herausgabe des Werkes. Im November 1898 erschienen die ersten zwei Bände unter dem von Kohl stammenden Titel Gedanken und Erinnerungen zu dem hohen Preis von zwanzig Mark. Die Auflage von 100.000 Exemplaren war dennoch schnell vergriffen und löste zahlreiche Richtigstellungen, Schmähschriften und Angriffe von Presseorganen aus. Kritisiert wurde auch die Herausgebertätigkeit Kohls. Erst 1932 erschien durch Gerhard Ritter und Rudolf Stadelmann eine auf das gesamte Handschriftenmaterial zurückgreifende Ausgabe. Der dritte Band sollte wegen der darin enthaltenen Angriffe auf Kaiser Wilhelm II. erst nach dessen Tod erscheinen, kam aber nach der Abdankung des Kaisers unter zivilprozessualen Begleiterscheinungen schon 1919 (recte 1921) heraus.

## Inhalt
Im ersten Band erzählt Bismarck in farbiger, oft dramatisch zugespitzter Weise von seiner Jugendzeit bis zu seiner Tätigkeit als preußischer Gesandter in St. Petersburg und Paris. Der zweite Band hat seine Zeit als preußischer Ministerpräsident und Reichskanzler zum Inhalt und erstreckt sich bis zu Friedrich III.
Dem dritten Band stellte Bismarck die Widmung Den Söhnen und Enkeln zum Verständnis der Vergangenheit und zur Lehre für die Zukunft voran. Er beschäftigt sich darin ausschließlich mit der Zeit unter Kaiser Wilhelm II.

## Wertung
Einerseits ist das Werk – wie die meisten Selbstdarstellungen von Politikern – als historische Quelle nur bedingt geeignet, da der entsprechend verbitterte Reichsgründer es nach seiner Entlassung als Rechtfertigungsschrift seines politischen Lebens und Wirkens verfasste. Bismarck attackiert darin recht schonungslos seine politischen und persönlichen Gegner, darunter auch den Deutschen Kaiser Wilhelm II., dessen persönliches Bestreben es nach seiner Thronbesteigung gewesen war, den dominanten Reichskanzler loszuwerden. Andererseits erschließt es in klarer und mitunter ironischer Prosa die Selbstdeutung eines der bedeutendsten Staatsmänner des 19. Jahrhunderts.

## Ausgaben
- Otto von Bismarck: Gedanken und Erinnerungen. Ungekürzte Ausgabe. Herbig, Berlin/München 1982, ISBN 3-7766-1207-X (3. Auflage: Herbig, München 2004, ISBN 978-3-7766-1207-3).
- Otto von Bismarck: Gedanken und Erinnerungen. In: Michael Epkenhans, Holger Afflerbach (Hrsg.): Otto von Bismarck Gesammelte Werke. (= Neuedition im Rahmen der Neuen Friedrichsruher Ausgabe. Teil: Abteilung 4: Gedanken und Erinnerungen). Schöningh, Paderborn u. a. 2012, ISBN 978-3-506-77070-7.